# 拉斯图尔 (奥德省)
拉斯图尔（法語：Lastours）是法国奥德省的一个市镇，属于卡尔卡松区（Carcassonne）马卡巴尔代县（Mas-Cabardès）。该市镇2009年时的人口为159人。

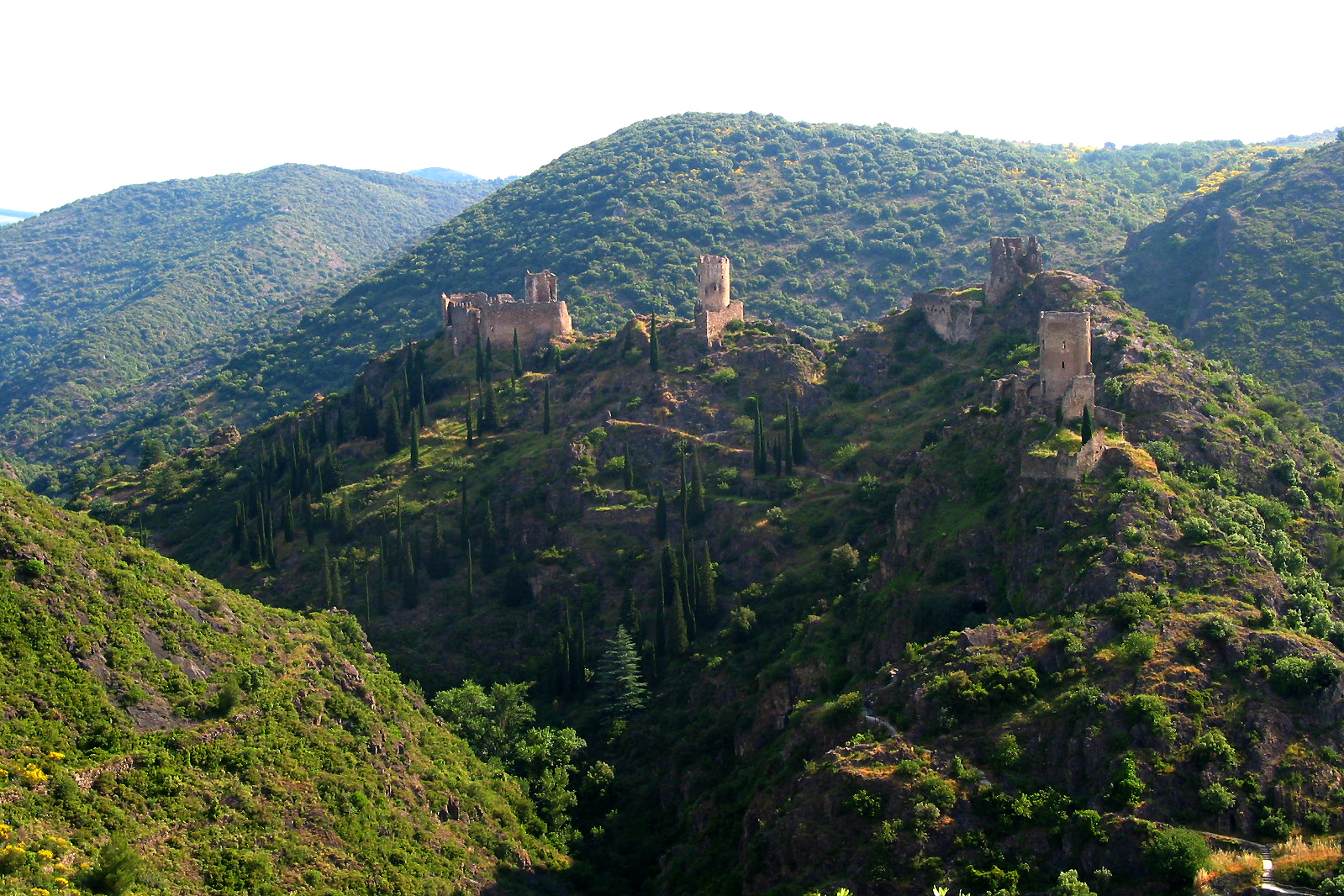
在村里四個城堡遺址

## 人口
拉斯图尔人口变化图示
| 数据来源：INSEE |